# Erbe fini
Le erbe fini (dal francese fines herbes) sono, nella gastronomia, una miscela di erbe aromatiche tritate finemente (fini va infatti inteso come sminuzzate), usata principalmente nella cucina francese, e più in generale nella cucina mediterranea.

## Composizione
La miscela è solitamente composta da quattro erbe principali:
- erba cipollina,
- cerfoglio,
- prezzemolo,
- dragoncello.

A seconda delle ricette (e del periodo dell'anno in cui viene preparata la miscela), vengono a volte aggiunti anche maggiorana, crescione, finocchiella, melissa, levistico, timo, aneto, o basilico. Anche se la maggiorana e il dragoncello possono essere essiccati, in genere è preferibile usare erbe fresche.
Le erbe fini dovrebbero essere tritate molto finemente giusto al momento in cui servono.

## Usi
Le erbe fini vanno usate crude perché con la cottura perdono parte del loro aroma: per questo motivo vengono aggiunte alla fine dei tempi di cottura.
Vengono usate in numerose ricette, prevalentemente per aromatizzare piatti a base di uova, come omelette o quiche, oppure per preparare salse o burri aromatizzati; sono usate inoltre come condimento per insalate, per esempio in una vinaigrette o in una maionese; possono infine insaporire gli umidi di pesce e pollo, e sono ottime per esaltare il sapore della selvaggina.